# Babette (stripverhaal)
Babette is het eerste stripalbum uit de reeks De torens van Schemerwoude. Het album is geschreven en getekend door Hermann Huppen. Oorspronkelijk wilde Hermann een kortverhaal van 22 pagina's tekenen. Maar na enthousiaste reacties van zijn entourage heeft hij er een volwaardig album van 44 pagina's van gemaakt. Dit verhaal werd voorgepubliceerd in stripblad Circus in 1984 (nr 73-78) en verscheen in album in 1984 bij uitgeverij Glénat. Het eerste deel verscheen in Nederlandse vertaling bij uitgeverij Arboris in 1985. 

## Verhaal
In Babette maken we kennis met Germain, een metselaar die werkt aan de bouw van een nieuwe kerk. Hij heeft een geheime relatie met Babette, een boerendochter, die ongewild de aanleiding is voor een moord. Als tijdens een jacht, waaraan ook ridder Aymar van Schemerwoude deelneemt, een jonge ridder de dood vindt, wordt Germain hiervan verdacht en gevangengenomen. De ridderlijke en vrome Aymar die tijdelijk op het kasteel van heer Eudes verblijft en het gebeuren van enige afstand beziet, neemt het op voor de ongelukkige Germain. Hij komt daarmee in conflict met de zoon van Eudes.

## Trivia
Dit eerste album is minder precies gesitueerd in plaats en ruimte dan de andere albums uit de reeks. Hermann tekent er een kasteel in steen, waar in de volgende delen houten mottekastelen te zien zijn. Een ander anachronisme is het schaakspel met hedendaagse schaakstukken.